# Stromausbeute (Elektrochemie)
Unter der Stromausbeute versteht man in der Elektrochemie und damit auch bei der Elektrolyse, einschließlich der Galvanotechnik, den Anteil der elektrischen Ladung, der zum gewünschten Prozess führt.

## Grundlegendes
Die Stromausbeute η ist definiert als
{\displaystyle \eta \ ={\frac {Q_{\mathrm {nutz} }}{Q_{\mathrm {gesamt} }}}\leq 1}
mit
- der für den Nutzprozess benötigen theoretischen Ladung Qnutz ≤ Qgesamt
- der Gesamtladung Qgesamt.

Dementsprechend ist die Stromausbeute eine dimensionslose Größe zwischen 0 und 1 bzw. zwischen 0 % und 100 %.
Bei der galvanischen Beschichtung mit einem Metall beschreibt die Stromausbeute denjenigen Anteil der Ladung, der zur Abscheidung des gewünschten Metalls genutzt wird. Unerwünschte Nebenreaktionen, oft z. B. die Wasserstoffentwicklung, verbrauchen einen Teil des elektrischen Stromes und verringern so die Stromausbeute. Bei Akkumulatoren wird die Stromausbeute zumeist Coulombeffizienz genannt.
Sowohl
- die tatsächlich erhaltene, experimentell bestimmte oder bestimmbare Masse mexp des gewünschten Produkts, z. B. die Masse der in der Galvanik abgeschiedenen Metallschicht, als auch
- die theoretisch aufgrund der gesamten Ladung erwartete Masse mth

sind gemäß den Faradayschen Gesetzen den jeweiligen Ladungen proportional:
{\displaystyle m_{\mathrm {exp} }={\ddot {A}}_{e}\cdot Q_{\mathrm {nutz} }\leq m_{\mathrm {th} }}
und
{\displaystyle m_{\mathrm {th} }={\ddot {A}}_{e}\cdot Q_{\mathrm {ges} }}
mit dem elektrochemischen Äquivalent Äe. Daher gilt für die Stromausbeute:
{\displaystyle \eta \ ={\frac {m_{\mathrm {exp} }}{m_{\mathrm {th} }}}={\frac {m_{\mathrm {exp} }}{{\ddot {A}}_{e}\cdot Q_{\mathrm {ges} }}}={\frac {z\cdot F\cdot m_{\mathrm {exp} }}{M\cdot Q_{\mathrm {ges} }}}}
mit
- der Äquivalentzahl {\displaystyle z}
- der Faraday-Konstante {\displaystyle F}
- der Molmasse {\displaystyle M}.

## Stromausbeute in galvanischen Beschichtungsprozessen
Stromausbeuten hängen stark von den verwendeten Stromdichten ab: hohe Stromdichten begünstigen durch die damit verbundenen hohen Überspannungen die Wasserstoffentwicklung, da das Potential der Arbeitselektrode auch bei der Kupfer- oder Silberabscheidung unter 0 V sinken kann; die Stromausbeute sinkt.
So muss die für das Verchromen wichtige elektrochemische Abscheidung von Chrom (Normalpotential E° = −0,76 V für Cr3+/Cr, d. h. z = 3) bei Potentialen erfolgen, bei denen eine Wasserstoffentwicklung unvermeidlich ist. Daher ist die Stromausbeute beim Verchromen klein; für eine wie üblich auf die Elektrodenfläche, d. h. die Oberfläche des Beschichtungsgutes, bezogene Stromdichte von 50 A/dm² liegt sie bei etwa 18 %.
Hingegen erfolgt die Abscheidung
- von Silber (E° = +0,8 V für Ag+/Ag) und
- von Kupfer (E° = +0,35 V für Cu2+/Cu)

bei kleinen Stromdichten praktisch ohne Wasserstoffentwicklung (E° = 0 V) und kann daher Stromausbeuten von eins (η = 1 im Rahmen der Messgenauigkeit) oder fast eins (η ≈ 1) erreichen. Dies wurde früher in Silber- und Kupfercoulometern zur Ladungsmessung genutzt.
Außerdem hängen Stromausbeuten von der Elektrolytzusammensetzung und der Temperatur ab.